# Лееле Фуліфак
Лееле Фуліфак Нджіє (*д/н — 1549) — 12-й буурба волоф (імператор) імперії Волоф в 1543—1549 роках.

## Життєпис
Походив з династії Ндіає. Стосовно батьків обмаль відомостей. Близько 1543 року після смерті його брата Бірайма Д'єме-Кумба обрано новим буурба волоф серед представників правлячої династії. Намагався відновити потугу імперії та зміцнити центральну владу. Насамперед намагався приборкати ламане (правителів) Кайору, зокрема збільшив податки золотим піском. Усе це призвело до невдоволення.
Причиною до відкритого повстання Кайору стала особиста образа Амару Нгоне Собелу, сину ламане Детіє Фу Ндіогу Фаллу, яку тому завдав буурба волоф. Близько 1549 року в битві біля Данкі (в області Баол, сучасний Діурбель) військо Лееле Фуліфака зазнало нищівної поразки, а він сам загинув. Імперія Волоф розпалася.